# Podlesie (Kraszków)
Podlesie – część wsi Kraszków, położona w województwie święyokrzyskim, w powiecie ostrowieckim, w gminie Waśniów.
W latach 1975–1998 Podlesie administracyjnie należało do województwa kieleckiego.